# Swetlan Stoew

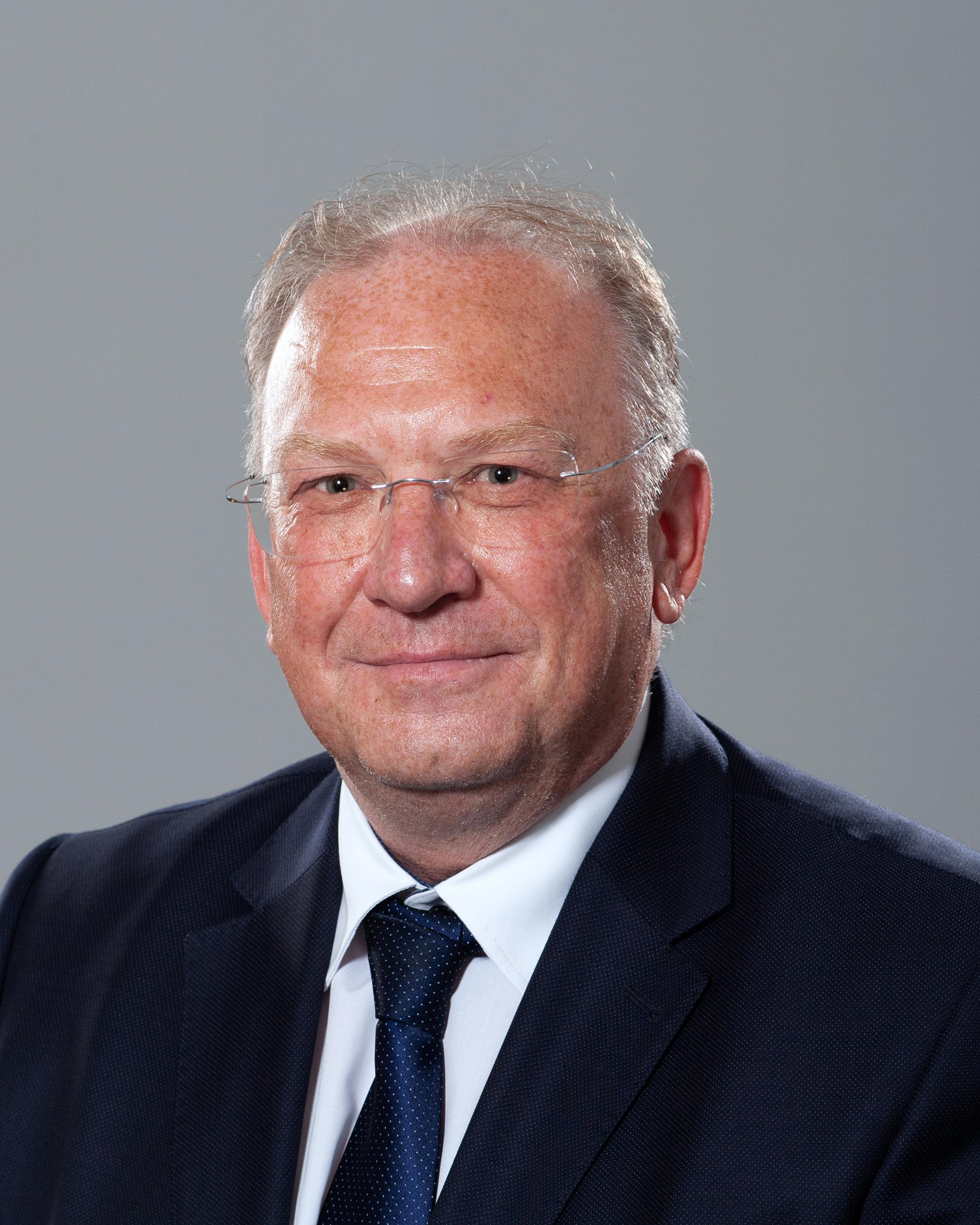
Swetlan Stoew (2021)

Swetlan Stoew (auch Svetlan Stoev geschrieben, bulgarisch Светлан Стоев, * 30. August 1960 in Sofia) ist ein bulgarischer Diplomat und Politiker. Er war amtierender Außenminister von Bulgarien.

## Leben
Swetlan Stoew wurde am 30. August 1960 in der bulgarischen Hauptstadt Sofia geboren. 1985 schloss er sein Studium der Internationalen Beziehungen an der Sofioter Universität für National- und Weltwirtschaft (UNWE) ab. Später erhielt er einen Master-Abschluss sowie Spezialisierungen in internationalen Wirtschaftsbeziehungen (in Moskau, 1990–1992); 1998 absolvierte er die Weiterbildung Europäische Institutionen und Politiken am Gustav-Stresemann-Institut in Bonn.
Stoew meisterte im Oktober 1985 die Aufnahmeprüfung für das bulgarische Außenministerium und nahm die Ausbildung zum Diplomat dort auf. Bis 1987 war er Trainee-Attaché in der Presseabteilung. Von 1987 bis 1990 war er Attaché in der Direktion des Einheitlichen Staatsprotokolls. Zwischen 1992 und 1993 war Stoew Sachbearbeiter für die Türkei in der Abteilung für internationales Recht und konsularische Beziehungen. Danach war er bis 1997 Erster Sekretär an der bulgarischen Botschaft in Lagos, Nigeria. Von 1997 bis 1999 war er Leiter des Sektors Skandinavische Länder in der Direktion Westeuropa und Nordamerika. Von 1999 bis 2002 war Stoew Berater an der bulgarischen Botschaft in Kopenhagen, Dänemark. In den folgenden Jahren war er Abteilungsleiter in der Direktion für europäische Länder und Vorsitzender auf bulgarischer Seite der Gemeinsamen Regierungskommission Bulgarien-Bayern.
Von 2005 bis 2009 war Swetlan Stoew Botschafter in Deutschland und Leiter des diplomatischen Büros Bulgariens in Bonn und danach bis 2011 Verwaltungssekretär des Außenministeriums und Vorsitzender der Abteilungskommission für Immobilien im Ausland. In der Zeit von 2012 bis 2016 war er Botschafter Bulgariens in Schweden und zwischen 2016 und 2018 Direktor der Direktion des Staatsprotokolls im Außenministerium. Von Januar 2019 an war Stoew Botschafter Bulgariens in Dänemark.
Als nach der Parlamentswahl im April 2021 keine Partei oder Koalition im Parlament eine Regierungsmehrheit bilden konnte, wurde Stoew am 12. Mai 2021 in der Interimsregierung von Regierungschef Stefan Janew vom bulgarischen Präsidenten Rumen Radew zum Außenminister und Nachfolger von Ekaterina Sachariewa ernannt.
Swetlan Stoew ist Träger des Verdienstordens der Bundesrepublik Deutschland.

## Persönliches
Neben Bulgarisch spricht Stoew Deutsch, Englisch und Russisch.